# Chamalal
Le chamalal est une langue caucasienne du groupe des langues avaro-andi, de la famille des langues nakho-daghestaniennes parlée dans les rayons de Tsumada, au Daghestan et de Khvanki, en Tchétchénie.

La langue, qui était parlée par environ 7 000 personnes en 1979, n'est pas écrite.

## Dialectes
Le chamalal comprend deux variétés dialectales, le gakwar et le gigatl qui est plus archaïque que le premier. Il présente des voyelles finales que n'a pas le gakwar. Ainsi frère est wats en gakwar, mais wotsːi en gigatl. Les consonnes labialisées perdent ce caractère. En gakwar ihʷa, berger correspond à iha en gigatl.